# Prova (educação)

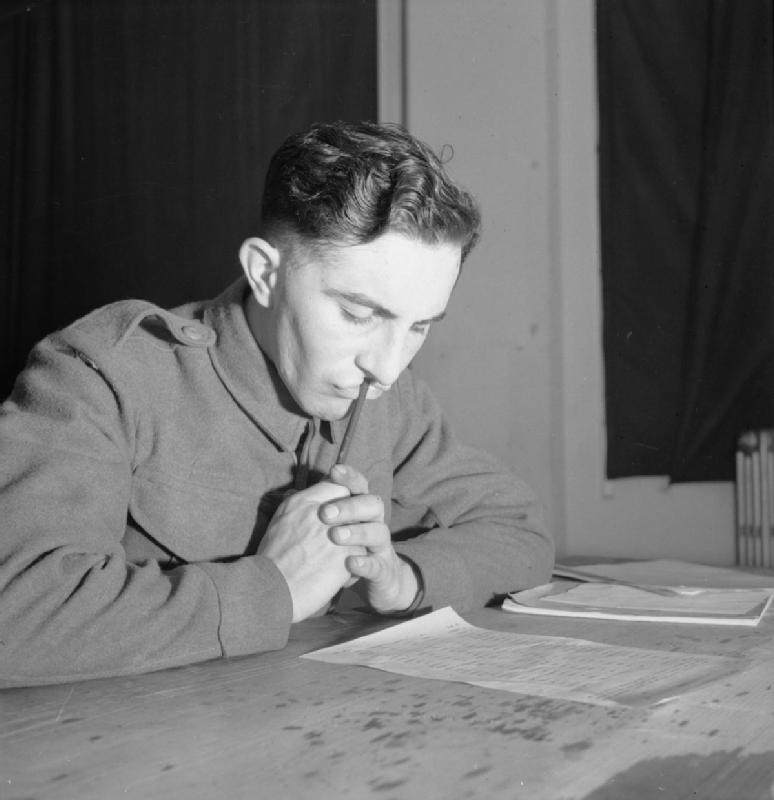
Um recruta britânico realizando uma prova que visa a testar suas habilidades.

Uma prova (do termo latino proba) é um concurso ou exame que avalia o nível de conhecimento e habilidade de pessoas acerca de um determinado tema. Também pode se referir a cada um dos elementos que constituem o concurso ou exame.

## História
Desde a Idade Média, os exames no Reino Unido eram apenas orais. Os exames escritos só passaram a ser aplicados na Europa a partir do século XVIII. A China Antiga foi o primeiro país a aplicar um teste nacional padronizadoː os exames imperiais, que visavam a selecionar candidatos qualificados ao serviço público. Os exames foram criados pela dinastia Sui no ano 605 e extintos pela dinastia Qing em 1905. A Inglaterra, inspirada no exemplo chinês, adotou testes padronizados em 1806 para selecionar candidatos aptos ao serviço público. Posteriormente, os testes padronizados passaram a ser utilizados na educação em vários países.

## Tipos de prova
Existem vários meios de se avaliar um aluno.

#### Prova oral
O aluno responde oralmente a questões formuladas por um ou mais professores. Este tipo de exame dificulta a possibilidade de ações fraudulentas por parte do aluno, mas dá margem a acusações de favorecimento a certos alunos, em razão de seu menor grau de impessoalidade e igualitarismo em relação aos exames escritos.

#### Prova dissertativa
O aluno responde por escrito a questões. Como vantagem, este tipo de exame elimina a possibilidade de o aluno acertar a uma questão por mera sorte, como pode acontecer no exame de múltipla escolha. Além disso, mede a sua habilidade em expor ideias de uma forma coerente e organizada. Como desvantagem, este tipo de exame torna mais trabalhosa a correção e, consequentemente, diminui o número de questões e a abrangência da matéria examinada.

#### Prova de múltipla escolha
O aluno tem de escolher uma dentre várias opções de resposta a uma pergunta, ou então tem de marcar se uma determinada afirmação é verdadeira ou falsa. Este tipo de exame possibilita maior rapidez de correção e maior abrangência de conteúdo avaliado em relação à prova discursiva, porém também possibilita que um candidato menos preparado e com mais sorte possa se sair melhor do que um candidato melhor preparado.

#### Prova de aptidão física
Mede o grau de condicionamento físico do aspirante a um emprego ou curso que requeira determinadas aptidões físicas, como policiais, varredores de rua ou alunos de educação física. O exame pode constar de corridas de resistência, flexões na barra fixa, avaliação oftalmológica etc.

#### Prova de aptidão musical
Mede a capacidade do aluno de relacionar a teoria musical com a sua audição e com a prática de um instrumento musical. É requerido, por exemplo, para a admissão em um curso superior de música.

#### Prova de aptidão de arquitetura
O candidato deve criar uma figura tridimensional e desenhá-la.

#### Prova de aptidão de artes plásticas e educação artística
Prova teórica sobre história da arte e realização de um desenho para se avaliar o uso de perspectiva, luz e sombra.

#### Prova de aptidão de desenho industrial
O candidato deve realizar um desenho.

#### Prova de aptidão de odontologia
O candidato deve esculpir um bloco de cera.

#### Prova de aptidão de artes cênicas
O aluno deve opinar sobre um texto, interpretar uma cena e ser entrevistado.

#### Prova de aptidão de dança
O candidato deve realizar um exercício, sendo avaliado em critérios como postura, domínio corporal, ritmo e capacidade de expressão.

#### Prova de aptidão audiovisual
Prova teórica medindo a capacidade de interpretação do discurso audiovisual e prova prática com a criação de roteiros e de organizações visuais como luz e sombra.

## Trapaça
Alunos costumam trapacear nas provas lendo, sorrateiramente, notas que foram preparadas previamente com a matéria da prova (no caso de provas com proibição de consulta de livros). Outra forma de trapacear é copiar as respostas de outro aluno. Uma forma mais contemporânea de trapaça é receber, via ponto eletrônico ou telefone celular, informações sobre a prova fornecidas por alguém situado do lado de fora do local do exame.
Para prevenir a trapaça (também chamada de "cola" e "fila"), às vezes são aplicadas versões diferentes do teste, de modo a desestimular a cópia das respostas de outro aluno. A aplicação de exames discursivos em vez de exames de múltipla escolha também é um meio de dificultar a cola.

## Prós e contras
Os exames possibilitam uma avaliação do nível de conhecimento dos alunos, e estimulam o estudo. Porém críticos dos exames argumentam que, muitas vezes, os exames acabam se tornando o objetivo único do aluno, fazendo com que este não se interesse em realmente aprender. Além disso, os exames podem ser falhos em avaliar a real capacidade do aluno e também a qualidade do ensino ministrado pelo professor. Dentro dessa perspectiva, a prática avaliativa dos professores, muitas vezes, se torna refém das influências exercidas pelas políticas nacionais de avaliação, a gestão/coordenação escolar, as concepções de educação, currículo e avaliação, bem como a própria perspectiva do professor em relação aos exames, prejudicando a autonomia do profissional da educação e influenciando tanto na elaboração e aplicação dos métodos de ensino e avaliação como nos resultados que se esperam dos alunos.